# Euxoa poncha
Euxoa poncha là một loài bướm đêm trong họ Noctuidae.